# Euragallia capixaba
Euragallia capixaba är en insektsart som beskrevs av Dutra och Luci B. N. Coelho 1992. Euragallia capixaba ingår i släktet Euragallia och familjen dvärgstritar. Inga underarter finns listade i Catalogue of Life.